# George Tipton
George Tipton (1932–2016), amerikansk kompositör, arrangör och dirigent.
George Tipton har bland annat gjort musiken för filmen Det grymma landet.

## Fotnoter
1. ↑  läs online, nilssonschmilsson.com .[källa från Wikidata]
2. ↑  läs online, www.legacy.com .[källa från Wikidata]
3. ↑  Katalog der Deutschen Nationalbibliothek, Deutsche Nationalbibliotheks katalog-id-nummer: 1062153588, läst: 26 juni 2020.[källa från Wikidata]